# Serhij Skatjenko
Serhij Viktorovitj Skatjenko (ukrainsk: Сергі́й Скаче́нко født 28. november 1972) er en tidligere ukrainsk fodboldspiller.

## Ukraines fodboldlandshold
| Ukraines landshold | Ukraines landshold | Ukraines landshold |
| År                 | Kmp                | Mål                |
| ------------------ | ------------------ | ------------------ |
| 1994               | 4                  | 0                  |
| 1995               | 0                  | 0                  |
| 1996               | 0                  | 0                  |
| 1997               | 0                  | 0                  |
| 1998               | 4                  | 3                  |
| 1999               | 7                  | 0                  |
| 2000               | 0                  | 0                  |
| 2001               | 0                  | 0                  |
| 2002               | 2                  | 0                  |
| Total              | 17                 | 3                  |